# 모스크바 동물원
모스크바 동물원 (Московский зоопарк)는 러시아에서 가장 큰 21.5-헥타르 (53 ac) 규모의 동물원이다.

## 역사
모스크바 동물원은 1864년 모스크바 국립 대학교의 생물학 교수 K.F. 룰레, S.A. 우소프, A.P. 보그다노프에 의해 설립되었다. 1919년 동물원은 국유화되었다. 1922년 소유권은 모스크바의 정부로 이전되었고, 그 이후로 계속 그들의 통제하에 있었다.
개장 당시 동물원의 면적은 10 헥타르 (25 ac)였고 동물 286마리가 있었다. 1926년 동물원은 인접한 토지로 확장되어 면적이 18 헥타르 (44 ac)로 늘어났다.

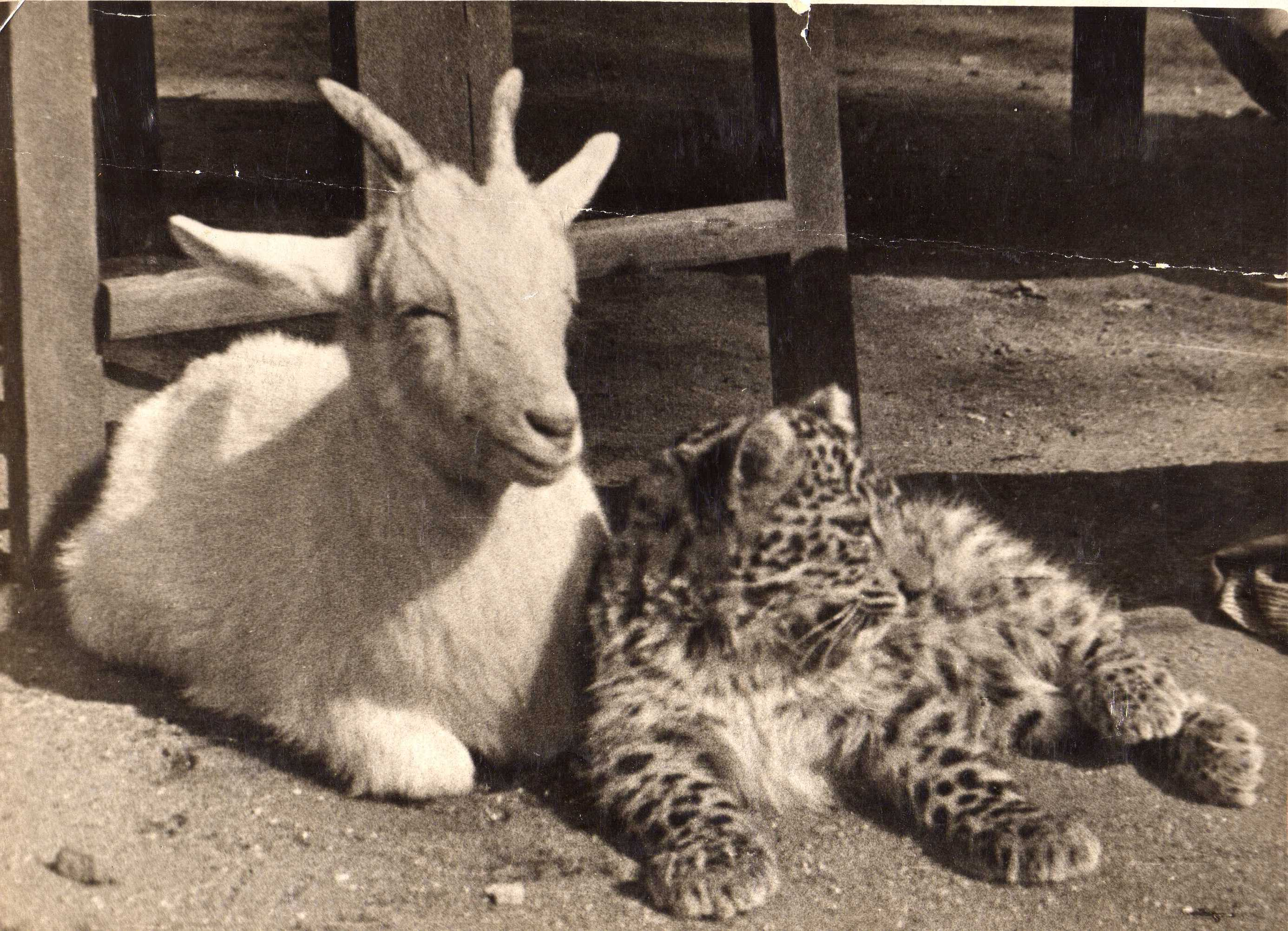
"녹색 플랫폼" (1937)

1933년, 박물학자이자 미래의 작가인 베라 차플리나는 어미가 먹이를 주지 않는 새끼들을 키울 뿐만 아니라 평화롭게 함께 살도록 가르치는 어린 동물들을 위한 특별한 우리인 "녹색 플랫폼"을 만들었다. 이 실험은 방문객들에게 큰 관심을 불러일으켰고, 수년 동안 "녹색 플랫폼"은 모스크바 동물원의 주요 명소 중 하나로 남아 있었다.
1990년 동물원은 개조되었다. 눈에 띄는 추가 시설로는 큰 암석 성 모양의 새로운 정문과 동물원의 옛(1864년) 건물과 새(1926년) 건물을 연결하는 육교가 있다.
또한 동물원은 한 번 더 확장되었다. 해양 수족관, 조류 사육장, 야행성 동물 전시관, 바다사자 전시관, 어린이들을 위한 구역을 포함한 새로운 전시관들이 개장했다.
모스크바 동물원에는 약 1,000종에 달하는 7,500마리 이상의 동물이 있으며, 약 21.5 헥타르 (53 ac)의 면적을 차지한다.

## 모스크바 동물원 박물관
2008년에 설립되었으며, 19세기 말에서 20세기 초에 지어진 19세기 2층 건물에 위치해 있다. 2015년부터 박물관은 대중에게 공개되고 있다. 중앙 및 측면 홀에는 모스크바 동물원의 역사와 자연 과학 상설 전시가 있다. 박물관 소장품에는 전 세계의 동물원 문장 10,000점 이상, 바실리 바타긴, 알렉세이 코마로프, 바딤 트로피모프, 안드레이 마르츠, 알렉세이 츠베트코프와 같은 러시아 동물화가들의 수백 점의 그림, 조각, 소묘가 포함되어 있다.

## 연구 및 교육 센터
모스크바 동물원은 자체 교육 기관 및 연구 센터를 운영하고 있다. 동물원 직원 및 교사를 위한 정규 교육 외에도 동물원 및 수족관 직원, 수의사, 교사 및 자원봉사자를 위한 평생 교육 프로그램과 동물원 심리학 과정이 있다. 모스크바 동물원은 소련 시대부터 러시아의 모든 동물원의 의장을 맡고 있기 때문에 국가 훈련 센터이다. 이 센터는 2017년 현재 이사 스베틀라나 아쿨로바와 비외른 스텐베르스에 의해 설립되었다.

## 동물 및 전시관

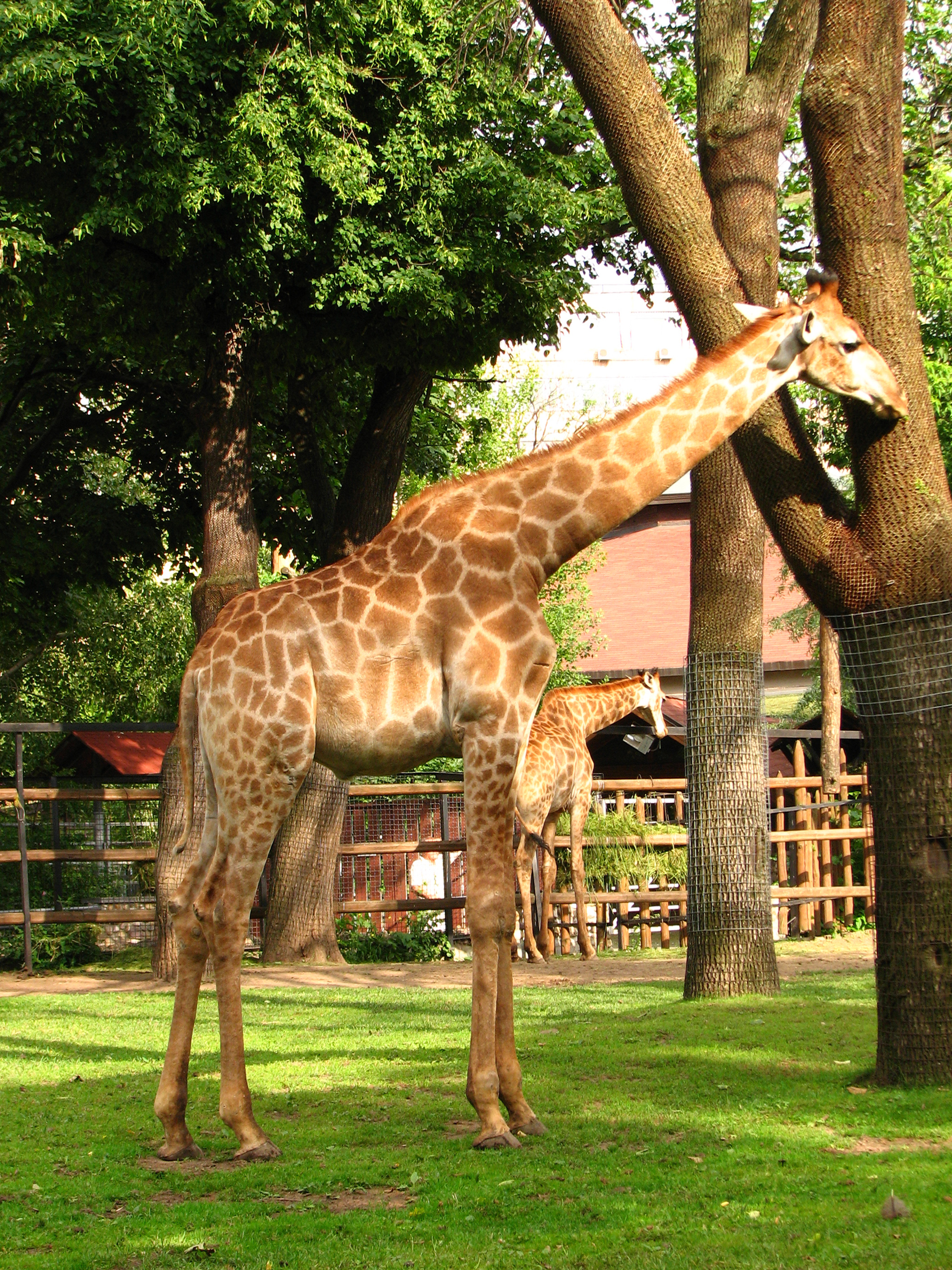
모스크바 동물원의 그물무늬기린

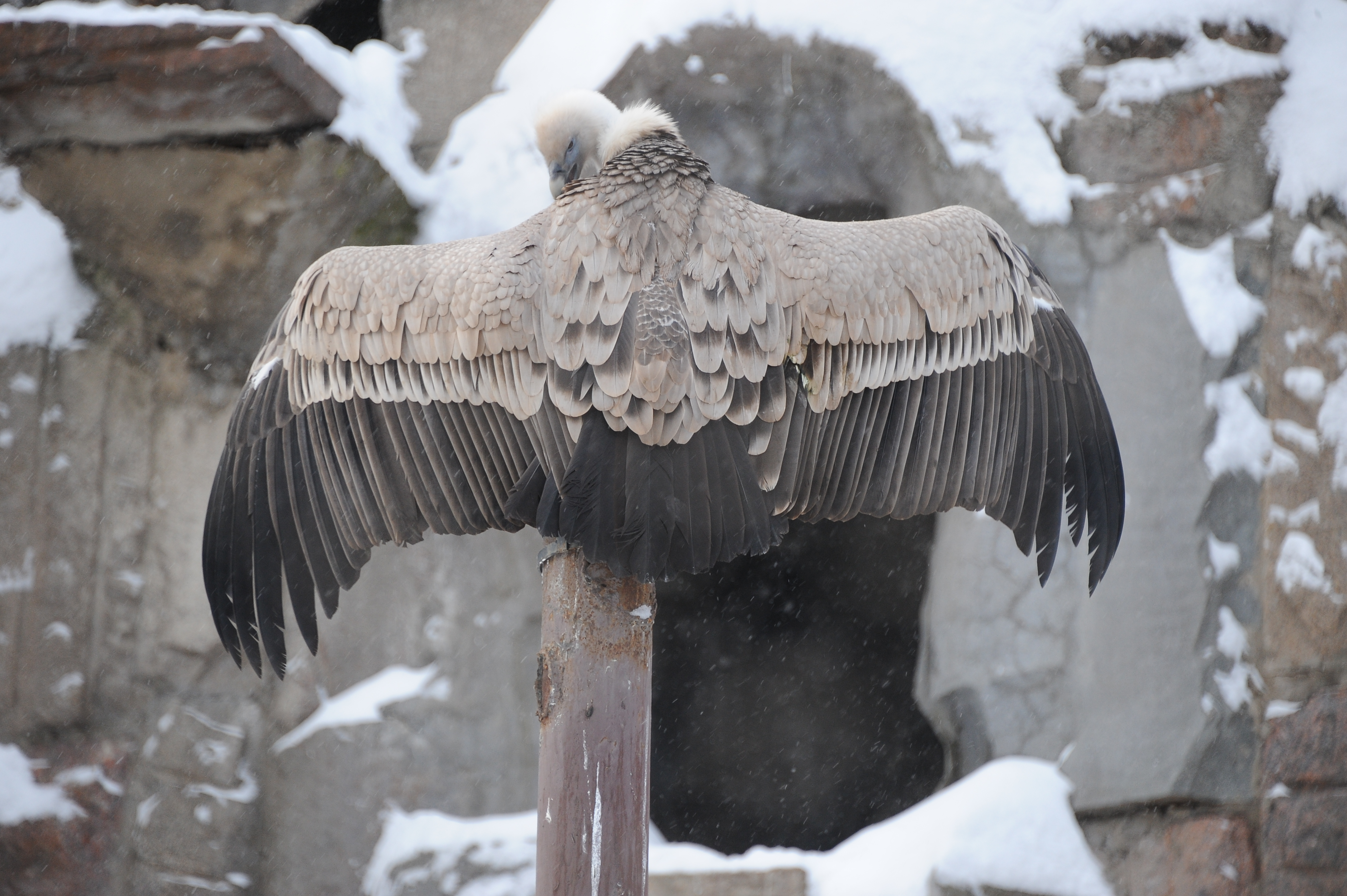
모스크바 동물원의 독수리

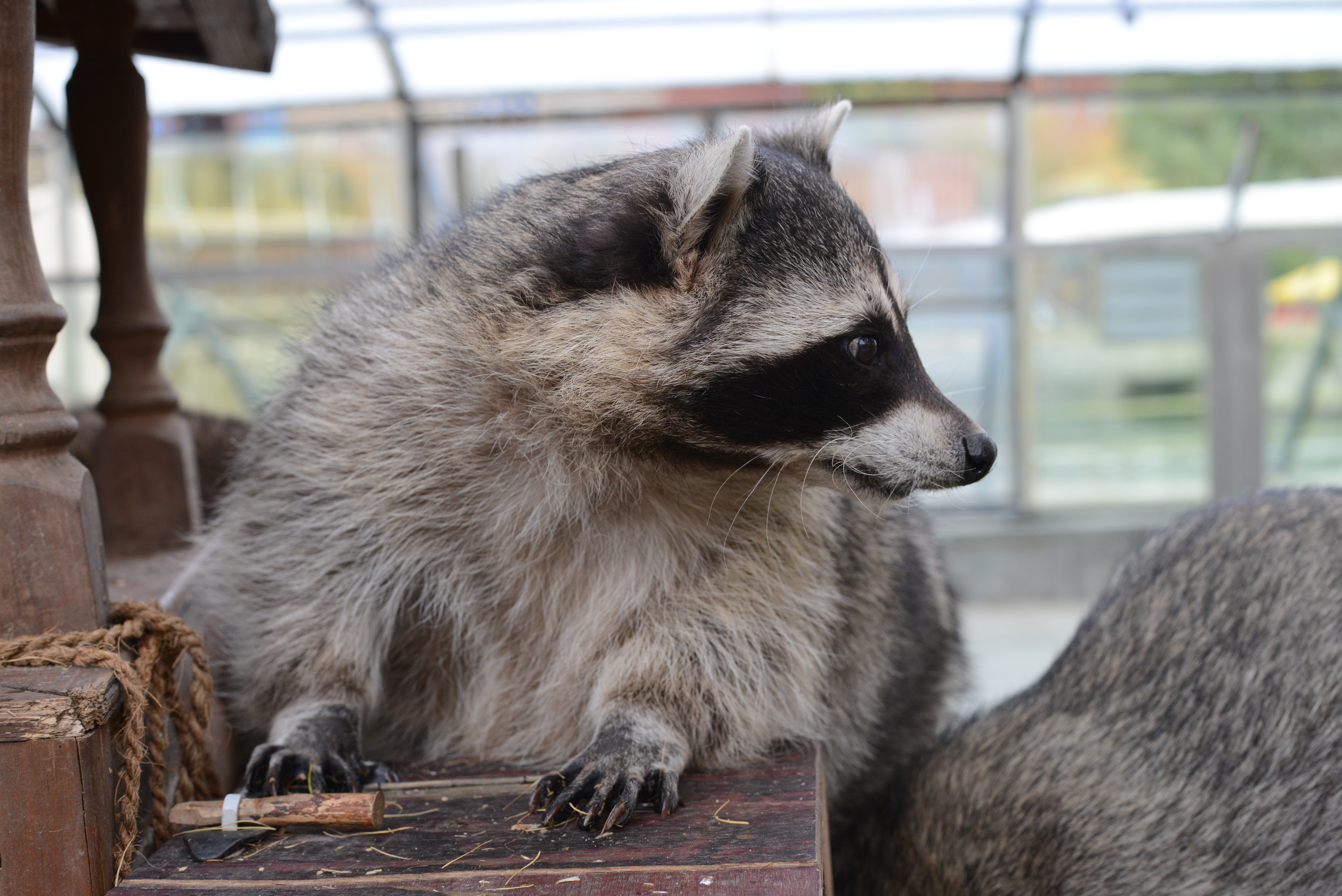
라쿤

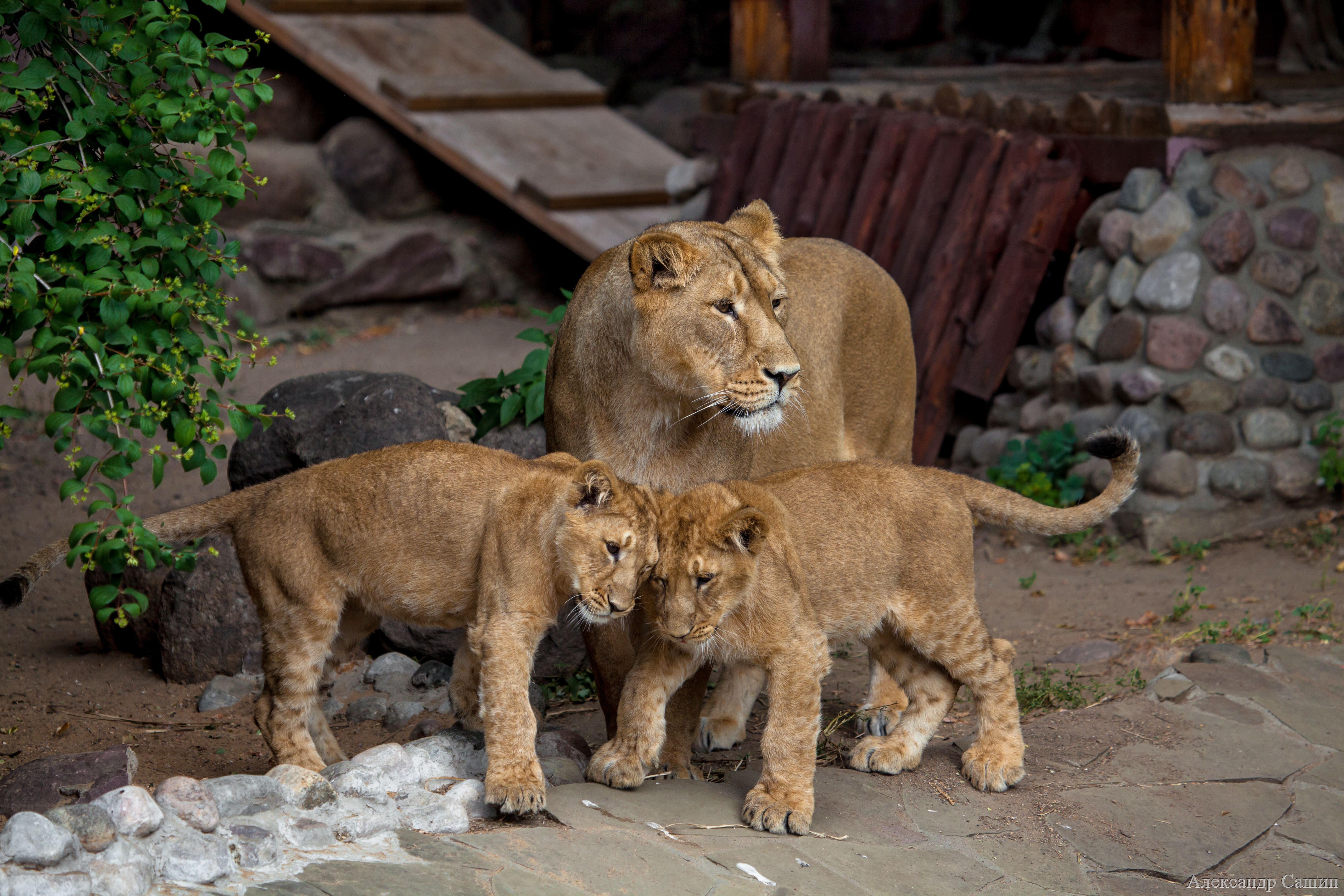
모스크바 동물원의 사자

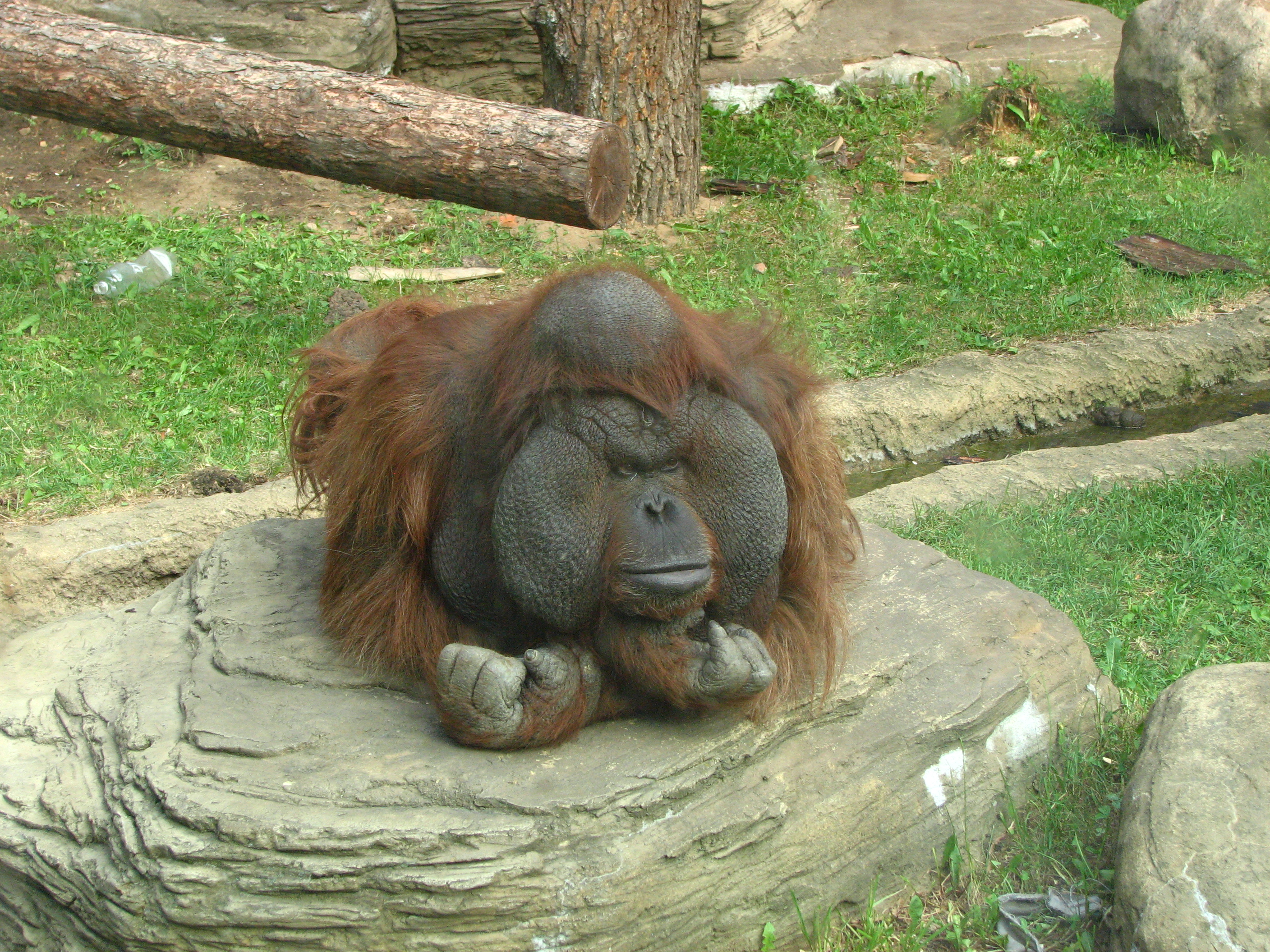
오랑우탄

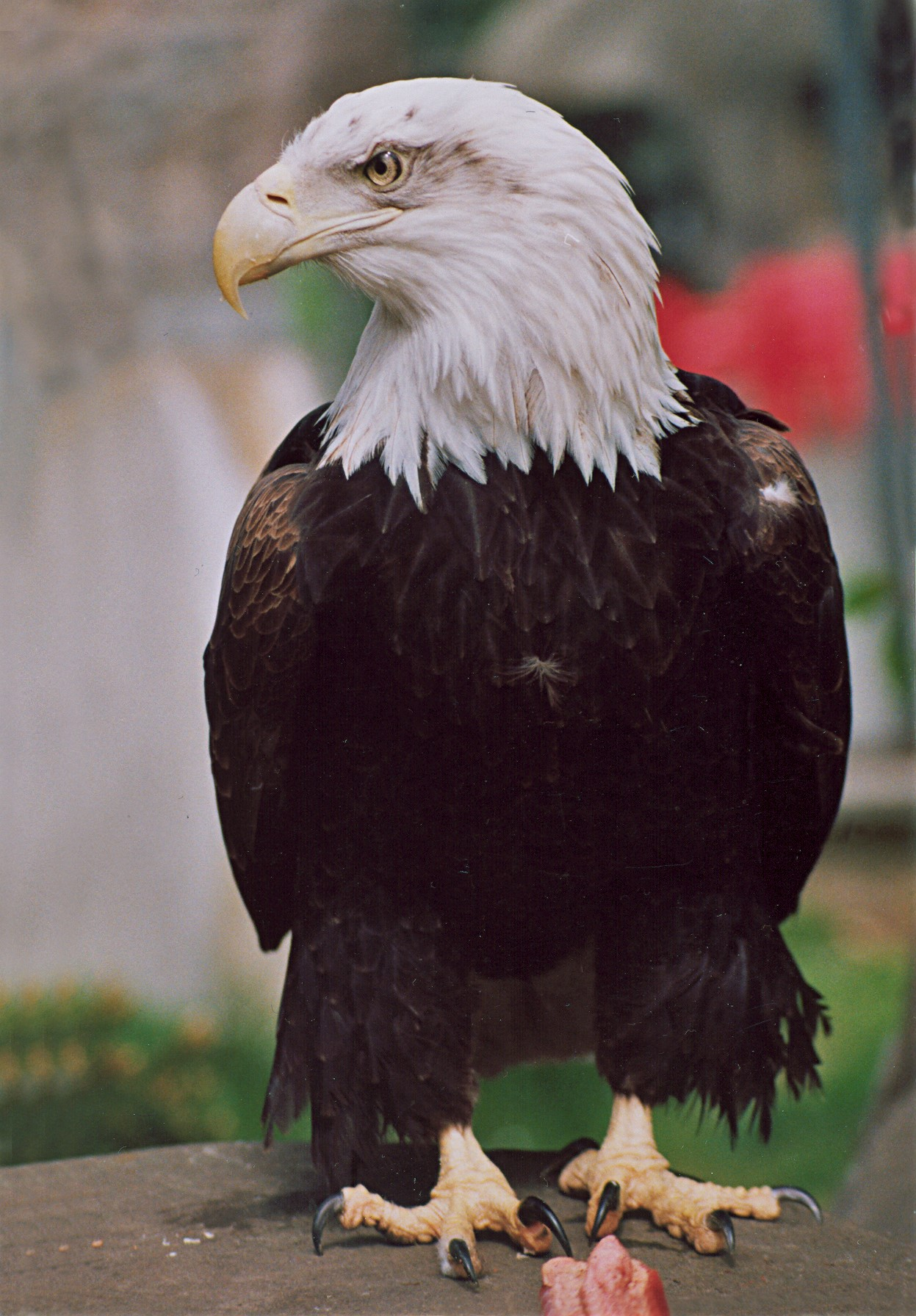
흰머리수리

### 구역 전시관

#### 플라밍고 연못
- 큰홍학
- 쿠바홍학

#### 검은곰
- 아시아흑곰

#### 중국의 동물
- 대왕판다

#### 새들의 세상
- 홍금강앵무

- 초록날개금강앵무

- 군금강앵무

- 청황금강앵무

- 파란목도리금강앵무

- 노란얼굴아마존앵무

- 엄브렐러 코카투

- 유황앵무

- 왕관앵무

- 사랑앵무

- 익서스 앵무

#### 코끼리 박물관
- 인도코끼리
- 바위너구리

### 신구역 전시관

#### 동물의 섬
야외:
- 아시아사자
- 점박이하이에나
- 캄차카불곰
- 황금자칼
- 느림보곰
- 줄무늬하이에나
- 시베리아호랑이

실내 (이색동물관):

#### 북극의 세상
- 북극곰

#### 투르 언덕
- 동부캅카스산양

#### 아프리카 동물
- 남아프리카기린
- 그레비얼룩말
- 타조
- 미어캣
- 검은영양
- 커크딕딕
- 라텔

#### 기타 동물
- 검독수리
- 흰머리수리
- 그리폰독수리

### 이전 전시관

#### 돌고래 수족관
2001년부터 2014년까지 모스크바 동물원의 구역에서 모스크바 동물원 돌고래 수족관가 운영되었다. 이 전시관은 비위생적인 조건과 부적절한 사육 절차로 인해 해체되었다.
- 흰고래
- 큰돌고래

## 이사
동물원 이사들은 다음과 같다:
- 야코프 칼리노프스키(러시아어판) (1864–1867)
- 세르게이 알렉세예비치 우소프(러시아어판) (1867–1873)
- 알렉산드르 막라코프 (1878–1880)
- 블라디미르 포포프 (동물학자)(러시아어판) (1878–1881)
- 알렉산드르 첼류카노프 (1881–1883)
- 블라디미르 바그너 (1883–1886)
- 니콜라이 쿨라긴(러시아어판) (1889–1894)
- 알렉산드르 발터 (1894–1895)
- 이폴리트 안투셰비치 (1895–1904)
- 블라디슬라프 포고르젤스키 (1904–1917)
- 유리 벨로골로비 (1917–1919)
- 알렉산드르 코츠 (1919–1924)
- 미하일 자바도프스키 (1924–1928)
- 세르게이 노비코프 (1928–1932)
- 예브게니 클리메크 (1932–1936)
- 레프 오스트롭스키 (1936–1940)
- 트로핌 부르델레프 (1940–1950)
- 세르게이 부티긴 (1950–1951)
- 이고르 소스노프스키(러시아어판) (1951–1977)
- 블라디미르 블라디미로비치 스피친(러시아어판) (1977–2013)
- 나탈리아 콜로보바 (2013–2016)[11]
- 스베틀라나 아쿨로바 (2016–)[12]

## 내용주
1. 1 2  Spitsin, Vladimir (2001). 《Moscow Zoo, Encyclopedia of the World's Zoos, Volume 2》. Fitzroy Dearborn. 830, 834쪽. ISBN 1-57958-174-9.
2. ↑  막심 타비예프 (2008). “Зо오파크 베리 차플리노이”. 《리테라투르나야 가제타》 (러시아어).
3. ↑  Bryce, E.J. (1935). 《Zoological Institutions abroad》. 《Proceedings of the Royal Zoological Society of New South Wales》. 20–24쪽.
4. ↑  “사자와 어린 양이 함께 놀다”. 《더 싱가포르 프리 프레스 앤 머컨타일 애드버타이저》. 1933년 7월 11일.
5. ↑  “모스크바 동물원”.
6. ↑  “모스크바 동물원. 컬렉션”. 2020년 5월 30일에 원본 문서에서 보존된 문서. 2025년 6월 28일에 확인함.
7. ↑  모스크바 동물원 공식 웹사이트. 동물원 박물관
8. ↑  KudaGo. 동물원 역사 박물관
9. ↑  “모스크바 동물원 아카데미”. 《www.moscowzoo.ru》 (러시아어). 2021년 12월 22일에 확인함.
10. ↑  “모스크바 동물원, 러시아 직원들을 위한 교육 기관 개설”. 《mos.ru》 (영어, 러시아어). 2021년 12월 21일에 확인함.
11. ↑  “모스크바 동물원의 새 수장”. 《www.mk.ru》 (러시아어). 2013년 4월 17일. 2023년 12월 4일에 확인함.
12. ↑  “모스크바 동물원 새 총책임자 승인”. 《로시스카야 가제타》 (러시아어). 2016년 10월 3일. 2023년 12월 4일에 확인함.
13. “Zoo Sites”. 《earaza.ru》. EARAZA. 2011년 4월 15일에 확인함.
14. “EAZA Member Zoos & Aquariums”. 《eaza.net》. EAZA. 2011년 4월 15일에 확인함.
15. “Zoos and Aquariums of the World”. 《waza.org》. WAZA. 2011년 4월 15일에 확인함.
16. “모스크바 동물원 (모스크바)”. 《worldwalk.info》. WorldWalk.info. 2011년 4월 15일에 확인함.